# First Bank of the United States

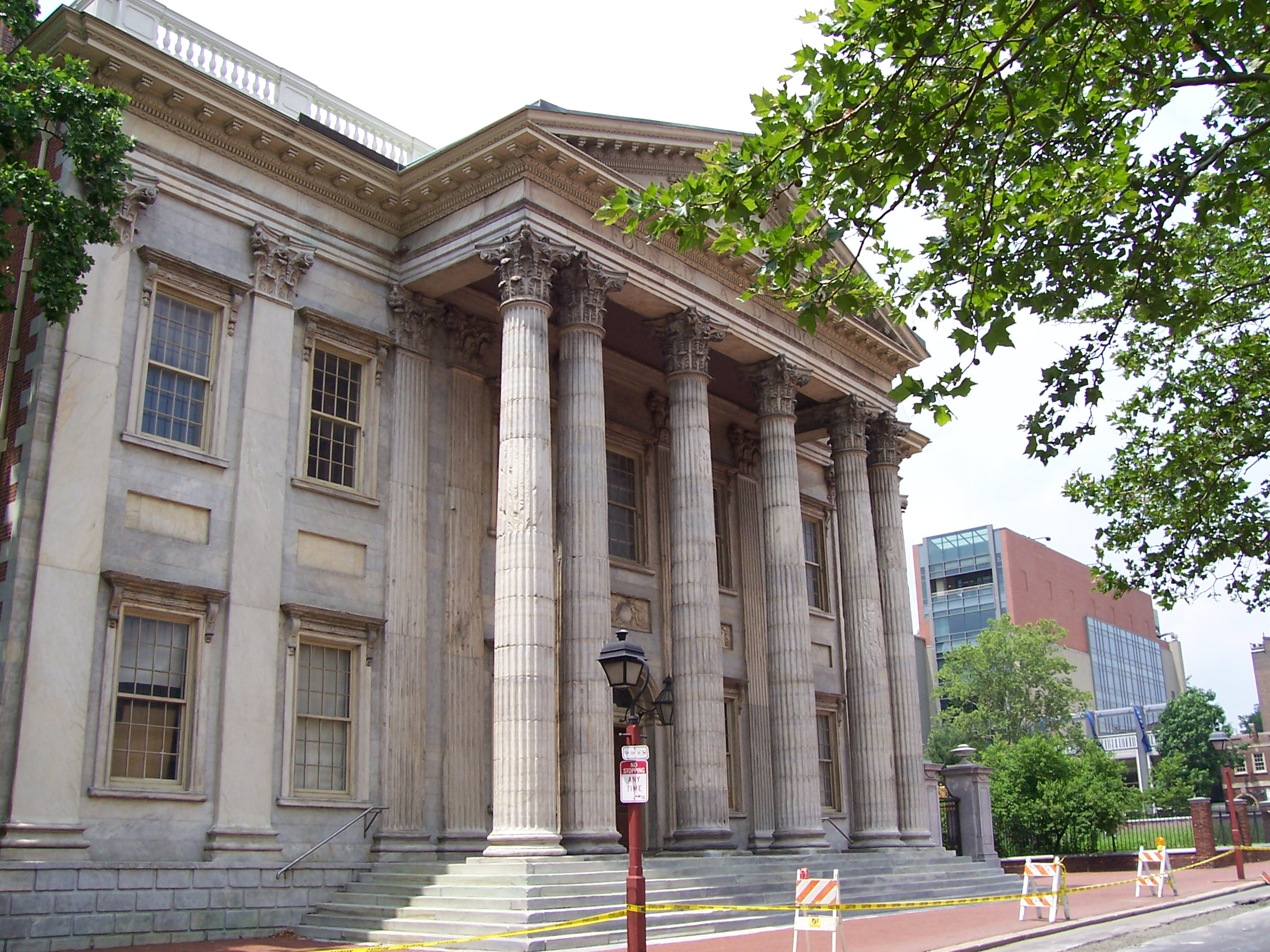
First Bank of the United States i Philadelphia, Pennsylvania.

The First Bank of the United States är en före detta amerikansk bank/centralbank som idag är en sevärdhet i Independence National Historical Park, Philadelphia, Pennsylvania. 

## Historik
Banken/centralbanken upprättades genom stadgar av den amerikanska kongressen den 25 februari 1791. Syftet med banken, som fick tillstånd att bedriva verksamhet i 20 år, var att hantera de finansiella behoven för USA:s federala regering, som då var en helt ny statsbildning. Banken/centralbanken föreslogs först av finansminister Alexander Hamilton, på den Första kongressen 1790. Stödet kom främst från köpmän i norra USA, medan representanter från de södra delstaterna var starkt skeptiska.

## Galleri

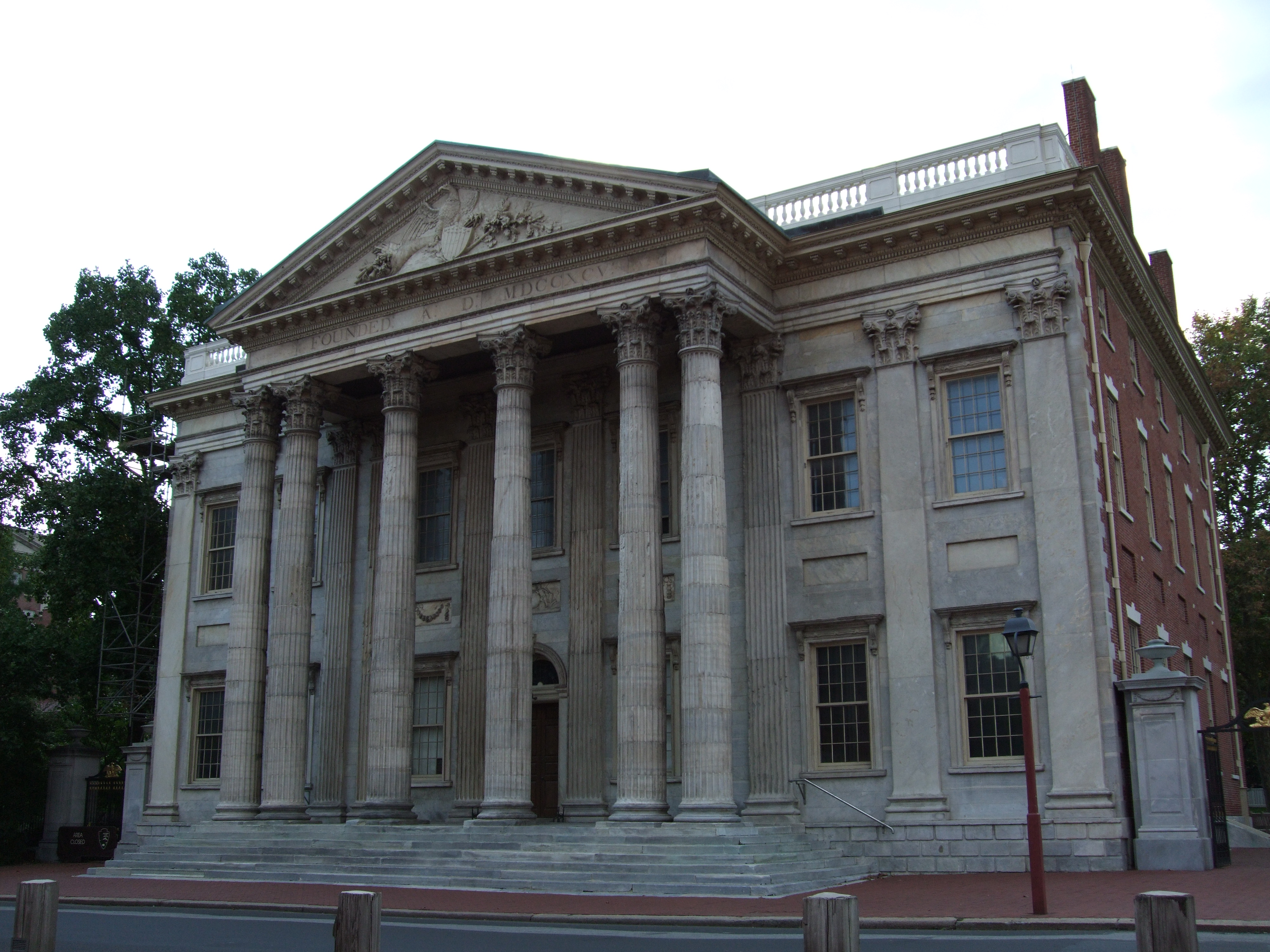
Från öst.
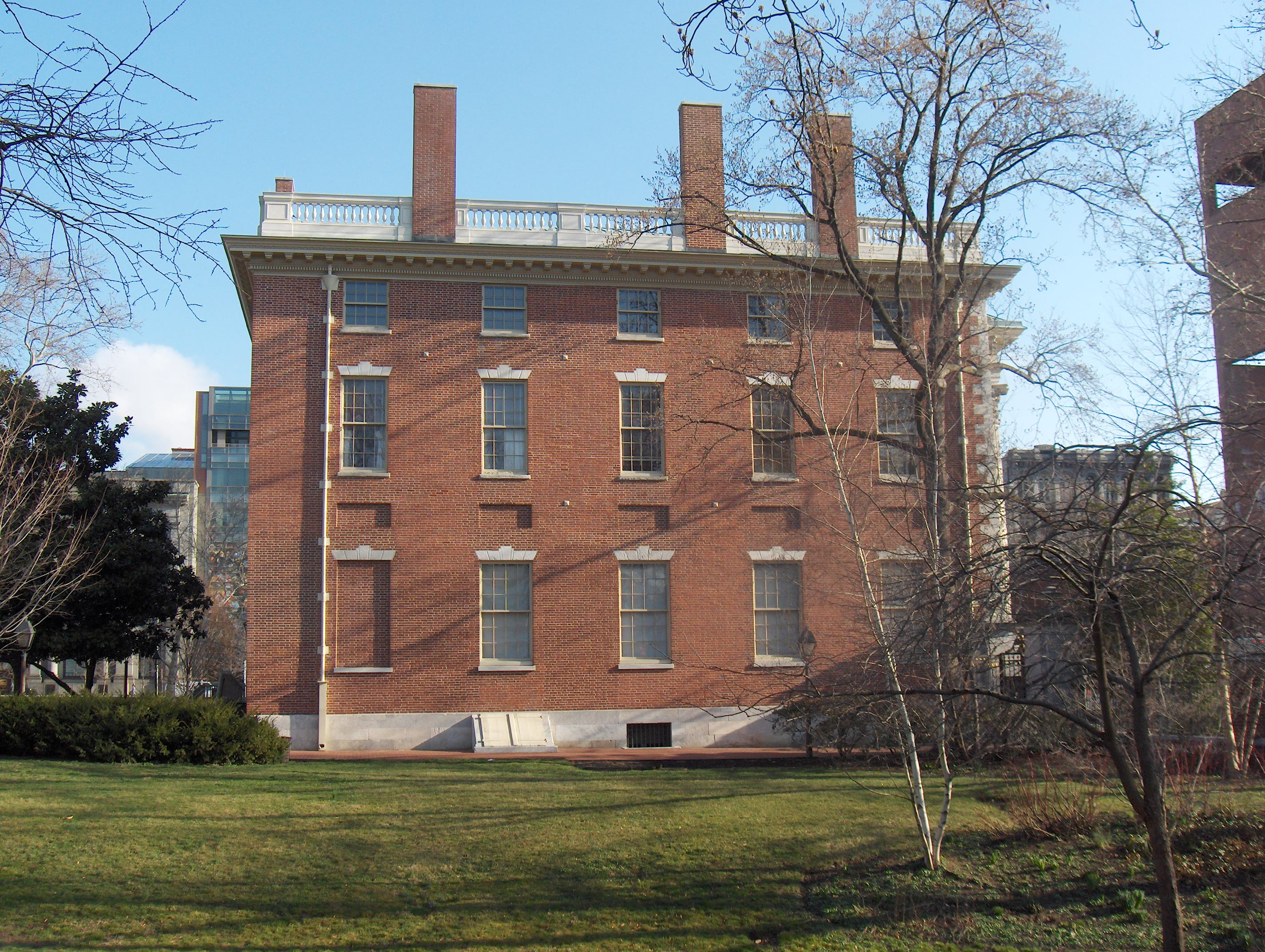
Från söder.
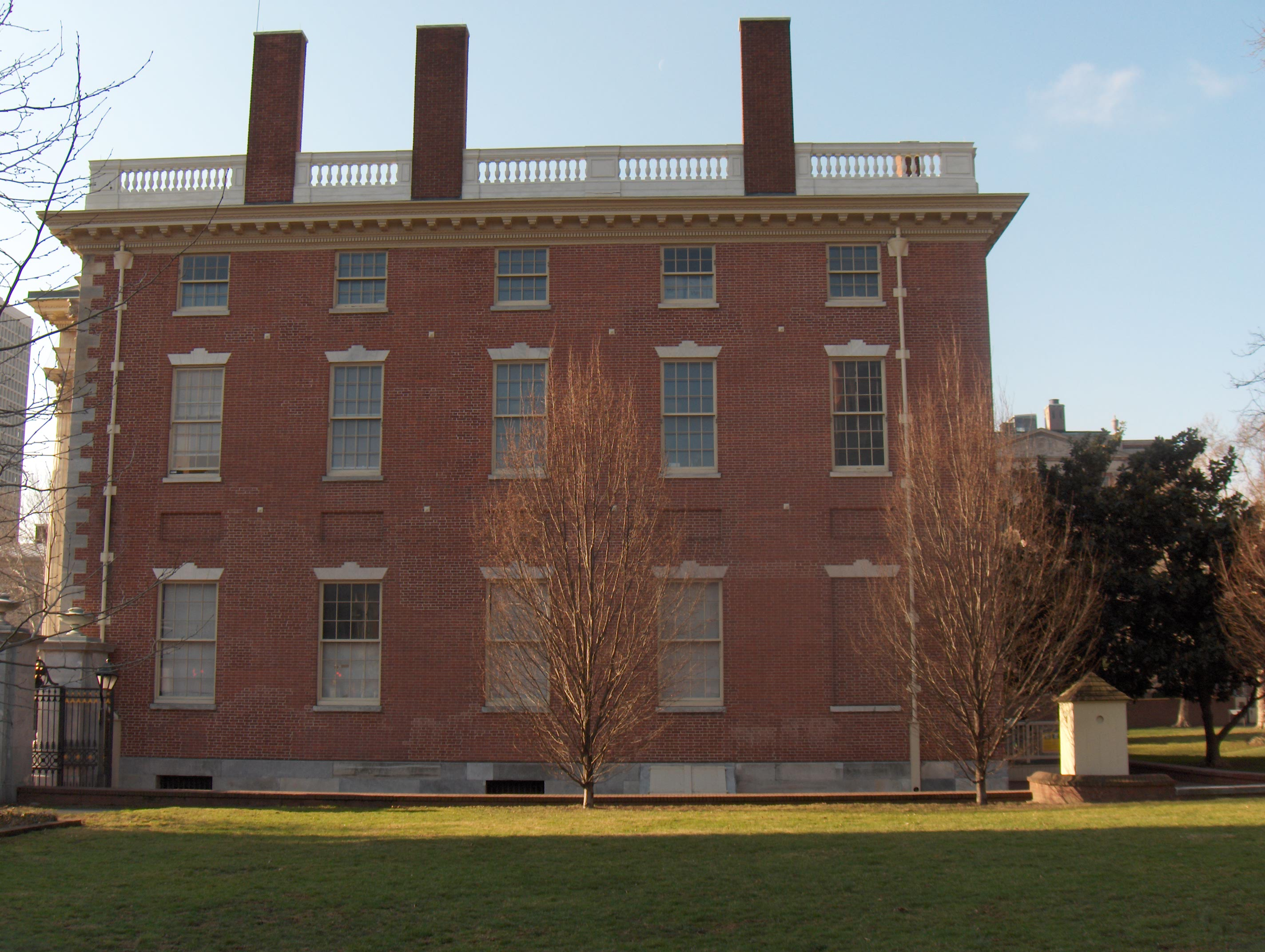
Från norr.
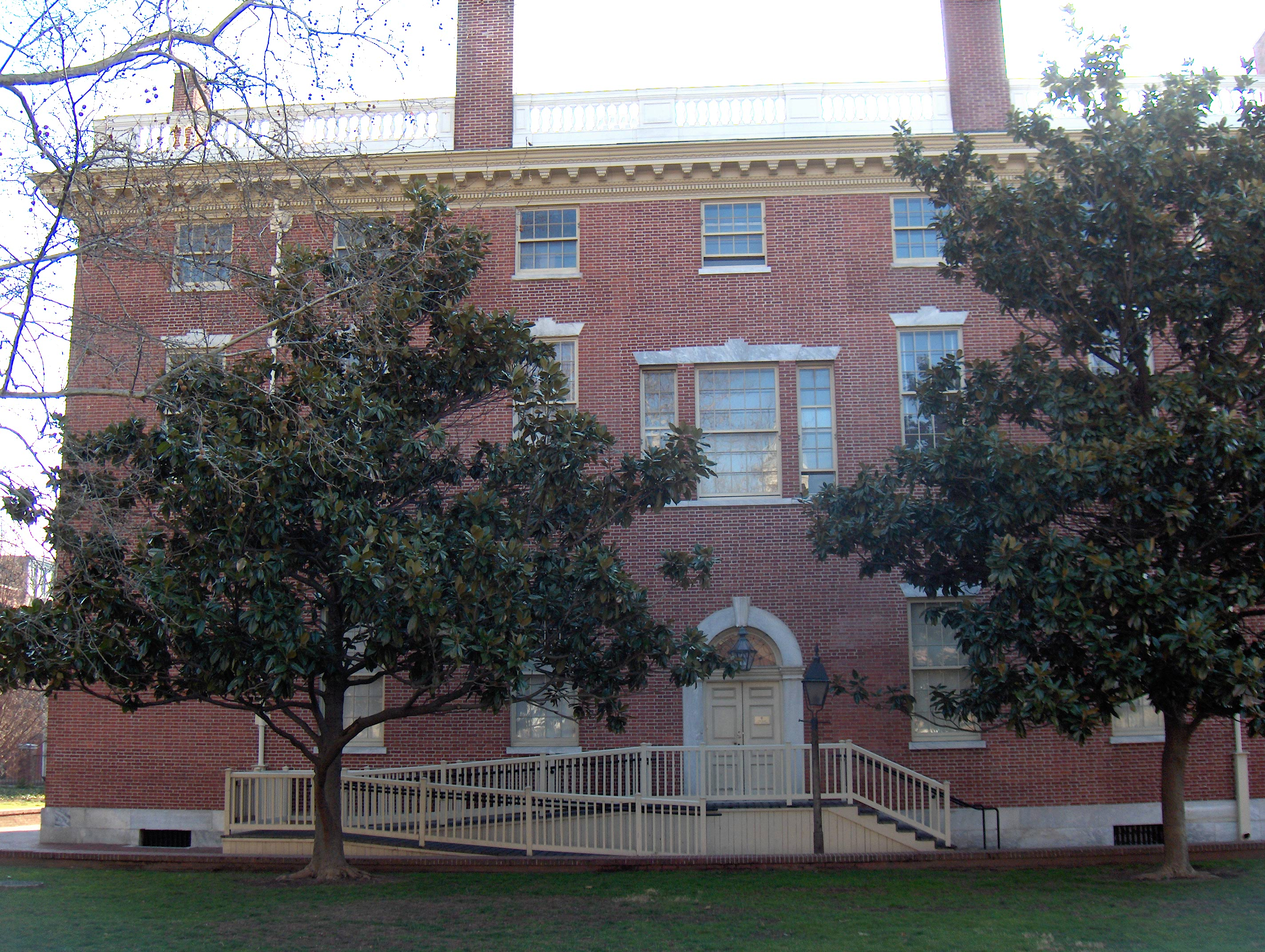
Från väst.